# Ormiscodes amphinome
Ormiscodes amphinome är en fjärilsart som beskrevs av Fabricius 1775. Ormiscodes amphinome ingår i släktet Ormiscodes och familjen påfågelsspinnare. Inga underarter finns listade i Catalogue of Life.